# A Luta
A Luta foi título de quatro jornais diários portugueses, em diferentes épocas:
- A Lucta, fundado no Funchal em 1888 por Azevedo Ramos, órgão do partido Republicano da Madeira. Publicou-se até 1896.
- A Lucta, fundado no Porto em 5 de outubro de 1874 por Urbano Loureiro, era um diário próximo dos regeneradores portuenses. Publicou-se até 31 de março de 1890.

- A Lucta, fundado em Lisboa a 1 de janeiro de 1906 por Manuel de Brito Camacho, foi um diário republicano importante na sua época, que entretanto se transformou no órgão oficioso do Partido Unionista. O último número publicou-se a 29 de setembro de 1935.[1]

- A Luta, foi fundado em Lisboa a 25 de agosto de 1975 por uma equipa de jornalistas liderada pelo socialista Raul Rego, tendo como director-adjunto Vítor Direito, (futuro fundador do Correio da Manhã (Portugal), em 1979) e como colaboradores João Gomes, Dieter Dellinger, Miguel Sousa Tavares, etc.[2] O lançamento do diário A Luta ocorreu em pleno Verão Quente, durante o PREC, na sequência da extinção do jornal vespertino República, dirigido por Raul Rego, que fora afastado da direcção desse jornal por uma comissão de trabalhadores e militantes de extrema-esquerda, no notório Caso República. Subtitulado "Jornal Socialista Pluralista e Independente", o jornal A Luta, que chegou inicialmente a tirar 80.000 exemplares, publicou o seu último número a 8 de março de 1979.[3]